# Голова уряду (посада)
- Олаф Шольц, Канцлер Німеччини
- Ісіба Сіґеру, Прем'єр-міністр Японії
- Кір Стармер, Прем'єр-міністр Великобританії
- Джорджа Мелоні, Прем'єр-міністр Італії
- Джастін Трюдо, Прем'єр-міністр Канади
- Ентоні Албанізі, Прем'єр-міністр Австралії
- Міа Моттлі, Прем'єр-міністр Барбадосу
- Уліссеш Коррея-і-Сілва, Прем'єр-міністр Кабо-Верде
- Наомі Матаафа, Прем'єр-міністр Самоа

Голова Уряду — старший посадовець виконавчої гілки влади держави, часто має контроль над кабінетом міністрів. При парламентській системі, главою уряду найчастіше є прем'єр-міністр (або прем'єр тощо). При президентській системі або монархії, головою уряду може бути та ж персона, що і голова держави, та найчастіше називається президентом (республіки) або монархом.